# Bunoo Sutton
Bunoo Sutton, właśc. Mervyn Ernest Sutton (ur. 2 czerwca 1909 w Jabalpur, zm. 20 grudnia 1956) – indyjski lekkoatleta, uczestnik LIO 1932.
Na igrzyskach w Los Angeles wystartował w biegach na 100 metrów i w sztafecie 4 × 100 metrów odpadając w eliminacjach. W biegu na 110 m przez płotki zajął 3. miejsce w biegu kwalifikacyjnym i awansował do półfinału, w którym zajął 4. miejsce, lecz nie awansował do finału.

## Wyniki
| Dystans                    | Eliminacje                         | Półfinał      | Finał         | Finał |
| Dystans                    | Eliminacje                         | Półfinał      | Wynik         |       |
| -------------------------- | ---------------------------------- | ------------- | ------------- | ----- |
| bieg ba 100 m              | 4. miejsce w biegu kwalifikacyjnym | Nie awansował | Nie awansował |       |
| bieg na 110 m przez płotki | 3. miejsce w biegu eliminacyjnym   | 4. miejsce    | Nie awansował |       |
| sztafeta 4 × 100 m         | 5. miejsce w biegu kwalifikacyjnym | Nie awansował | Nie awansował |       |